# Nu blåser vi snuten igen
Nu blåser vi snuten igen (originaltitel: Smokey and the Bandit II) är en amerikansk actionkomedifilm från 1980 i regi av Hal Needham, med Burt Reynolds, Sally Field, Jerry Reed och Jackie Gleason i huvudrollerna. Den hade biopremiär i USA den 15 augusti 1980 och Sverigepremiär den 31 januari 1981.

## Handling
Direkt efter att ha fraktat de 400 lådorna med öl från Atlanta till Texas (not: se första filmen) får "Bandit" (Burt Reynolds), "Snowman" (Jerry Reed) och "Frog" (Sally Field) en ny utmaning. De ska hämta en fyra och ett halvt ton tung elefant i Miami och frakta henne till Dallas, och för det ska de få 400 000 dollar. Det visar sig dock vara lättare sagt än gjort, då elefanten visar sig vara dräktig. Att de sen dessutom har sheriffen Buford T Justice (Jackie Gleason) i hälarna som jagar dem gör inte uppgiften lättare.

## Rollista i urval
- Burt Reynolds - Bo "Bandit" Darnville
- Sally Field - Carrie "Frog"
- Jerry Reed - Cledus "Snowman" Snow
- Jackie Gleason - Sheriff Buford T. Justice / Gaylord Justice / Reginald Van Justice
- Michael Dennis Henry - Junior Justice
- Paul Williams - Little Enos Burdette
- Pat McCormick - Big Enos Burdette
- Dom DeLuise - Doc
- David Huddleston - John Coen

## Om filmen
Filmen är inspelad på Atlanta Motor Speedway i Hampton, Georgia och i Indiantown och Jupiter i Florida samt Las Vegas i Nevada.